# HCL Domino Server
HCL Domino Server — программное обеспечение компании HCL Software, серверная часть программного комплекса HCL Notes.

## Функции
HCL Domino Server - сервер приложений и сервер баз данных системы HCL Notes, базово предоставляет ряд сервисов (СУБД, сервер каталогов, почтовый сервер, web сервер, collaboration) и может использоваться для 
построения корпоративных систем электронного документооборота, коллективной работы, других приложений. Имеет в своем составе большой набор модулей. Из основных это - почтовый сервер, http сервер, сервер баз данных. Набор модулей может быть расширен решениями от HCL и других сторонних производителей.

## Безопасность
Для обеспечения безопасности HCL Notes использует следующие технологии:
Сертификаты (Сertificates) - HCL Notes использует концепцию идентификаторов Notes ID. Notes ID выдается используя сертификат организации/подразделения. Notes ID содержит открытый и закрытый ключи пользователя.
Шифрование (Encryption) – HCL Notes позволяет шифровать как отдельные сообщения/документы, так и базы данных целиком. Это уменьшает вероятность получения доступа злоумышленникам к данным в случае утери ноутбука. Lotus Notes версии 1 в 1989 году был первым коммерческим продуктом, в котором использовалось RSA шифрование, и поэтому защищенность данных стала одной из ключевых особенностей продукта.
Цифровые подписи (Digital signatures) - Цифровые подписи удостоверяют получателя сообщения электронной почты в том, что сообщение было отправлено стороной, его подписавшей, и что его содержимое не было изменено в процессе передачи.
Таблицы управления доступом (Access Control List) - Каждая база данных содержит таблицу управления доступом (ACL) для определения уровня доступа пользователей (и серверов) к базе данных. ACL настраивает администратор сервера/базы. Когда пользователь открывает базу данных,Domino определяет его уровень доступа согласно ACL. Для ограничения доступа пользователей к документам внутри базы используются специальные поля типа Readers/Authors для предоставления соответственно прав чтения/записи.
Таблицы управления действиями (Execution Control List) - ECL дает возможность пользователям осуществлять защиту своих данных от почтовых вирусов, троянских коней и нежелательного вмешательства приложений. ECL обеспечивает механизм управления разрешением на выполнение таких программ или кода, а также предоставляемым им уровнем доступа. Технологии безопасности в IBM Notes/Domino постоянно развиваются и совершенствуются. Например, в новой версии 8.5 появилась возможность блокировать учётную запись пользователя при определенном количестве неудачных попыток входа через Domino Web Access. Это предотвращает несанкционированный доступ к информации злоумышленниками при попытке подбора пароля к логину.

## Выполняемые задачи

### Маршрутизация почты
Системное имя
router
Выполняемые задачи
Маршрутизация электронной почты Notes
Доставка почты в локальные (на текущем сервере) почтовые ящики
Подчинённые процессы
SMTP

### Индексация
Системное имя
update
updall
Выполняемые задачи

### Менеджер агентов
Системное имя
amgr

### LDAP
Системное имя
ldap

### Web-сервер
Системное имя
http

### Продукты третьих фирм

#### Антивирусы
- Антивирус Trend Micro ScanMail для Lotus Domino[1]
- Антивирус BCC_MailProtect для IBM Lotus Domino
- Антивирус Касперского для Lotus Domino[2]
- Антивирус Dr. Web для IBM Lotus Domino.

#### Антиспам
- SpamSentinel от MayFlower software[3]
- Спам-фильтр в составе антивируса BCC_MailProtect для IBM Lotus Domino
- Спам-фильтр в составе антивируса Dr. Web для IBM Lotus Domino
- Спам-фильтр iTs-ASpam[4]
- LotusAntispam — эффективная борьба со спамом[5]
- Спам-фильтр BlackList-DNS от yandex спамоборона

#### Управление инфраструктурой
- Teamstudio Unplugged — интеграция с мобильными устройствами
- BCC_AdminTool — управление пользователями Lotus Domino
- BCC_ClientGenie — средство для управления настройками Lotus Notes

#### Вывод приложений в Веб
- XPages Dynamic - быстрый вывод приложений Domino в Веб без программирования.[6]